# Jörg Lehmann (Radsportler)
Jörg Lehmann (* 17. November 1987) ist ein deutscher Radrennfahrer.
Jörg Lehmann wurde 2006 Dritter bei der deutschen Bahnradmeisterschaft in der Mannschaftsverfolgung. Im nächsten Jahr gewann er die Silbermedaille. Auf der Straße wurde er 2007 Dritter der Gesamtwertung der Tour de Berlin und er wurde deutscher Vizemeister im Zeitfahren der U23-Klasse. Bei der Brandenburg-Rundfahrt konnte Lehmann eine Etappe für sich entscheiden und wurde Dritter der Gesamtwertung. 2008 gewann er je eine Etappe der Cinturón a Mallorca und er Tour de Berlin.

## Erfolge
2007
- eine Etappe Brandenburg-Rundfahrt

2008
- eine Etappe Cinturón a Mallorca
- eine Etappe Tour de Berlin

## Teams
- 2008 Team Ista
- 2008 Team Gerolsteiner (Stagiaire)